# Lingua mattokki
La lingua Kenzi (Kenuzi), anche nota come Mattokki, è una lingua appartenente alla famiglia linguistica Nubiana, parlata nell'Egitto meridionale.
È abbastanza simile al dongolawi (o andaandi), una lingua Nubiana del Sudan. 
Le due lingue, infatti, erano state storicamente considerate come due dialetti di un'unica lingua. Ricerche più recenti, invece, li hanno riconosciuti come lingue distinte senza una "relazione genetica particolarmente stretta."
A causa dei trasferimenti di intere popolazioni dovute all'erezione della Diga di Assuan, con la nascita del susseguente lago Nasser, vi sono ora comunità di locutori anche nel Basso Egitto. Studi recenti sulla lingua Kenzi sono stati condotti da Ahmed Sokarno Abdel-Hafiz.
I locutori della lingua stanno drasticamente riducendosi da quando vennero spostati dalla zona di Kôm Ombo, loro terra-madre ancestrale, negli anni 1963-1964. L'essere in contatto con popolazioni che parlavano lingue diverse ha fatto sì che si sia verificato, e sia tuttora in corso, un processo di deriva linguistica verso l'arabo, soprattutto l'arabo egiziano (codice linguistico internazionale: arz) e l'arabo Sa'idi (aec) parlato verso il confine col Sudan. Molti, soprattutto i giovani, sono ormai monolinguisti in arabo. Il processo è più rapido tra coloro che vivono nelle città.